# HD 64440
HD 64440 är en dubbelstjärna belägen i den mellersta delen av stjärnbilden Akterskeppet, som också har Bayer-beteckningen a Puppis. Den har en skenbar magnitud av ca 3,71 och är synlig för blotta ögat där ljusföroreningar ej förekommer. Baserat på parallaxmätning inom Hipparcosuppdraget på ca 9,3 mas, beräknas den befinna sig på ett avstånd på ca 350 ljusår (ca 108 parsek) från solen. Den rör sig bort från solen med en heliocentrisk radialhastighet på ca 24 km/s.

## Egenskaper
Primärstjärnan HD 64440 A är en orange till gul ljusstark jättestjärna av spektralklass K1 II Den har en radie som är ca 26 solradier och har ca 460 gånger solens utstrålning av energi från dess fotosfär vid en effektiv temperatur av ca 4 600 K.
HD 64440 är en spektroskopisk dubbelstjärna där följeslagaren, HD 64440 B, är en stjärna av tidig spektralklass A0.5, som cirkulerar kring primärstjärnan i en bana med excentricitet 0,38 och en omloppsperiod av strax under 7 år.